# More Than Movies
More Than Movies (estilizado como more>movies) foi um canal de televisão via satélite com cobertura no Reino Unido e Irlanda. Foi lançado em 4 de outubro de 2010 como Men&Movies, e o primeiro canal de TV exclusivo da Freesat até ser disponibilizado na Sky em 2011. Entre novembro de 2011 e janeiro de 2012, também estava disponível no Freeview em Manchester.
O público alvo do canal eram homens de meia idade a idosos, com sua programação de documentários em torno de guerras, séries clássicas e filmes de guerra.
Em 10 de janeiro de 2013, Men&Movies foi rebatizado como More Than Movies, com uma mudança da programação para filmes e programas do catálogo da Sony. Em 17 de janeiro de 2013, o canal Movie Mix começou a transmitir simultaneamente a programação completa do More Than Movies no Freeview, mas manteve a sua própria marca. Após a extinção do canal, o Movie Mix voltou a transmitir sua própria programação.